# Just Like Tom Thumb's Blues
Just Like Tom Thumb's Blues är en låt skriven och framförd av Bob Dylan, släppt först 1965 på albumet Highway 61 Revisited. Den spelades in i New York 4 augusti 1965, precis innan man spelade in Desolation Row som blev låten därefter på Highway 61 Revisited, i en av de sista inspelningssessionerna till albumet. Låten har betraktats som ett av Dylans mästerverk på 1960-talet.
Låten börjar med orden "When you're lost in the rain in Juarez". Juarez ligger i Mexiko där Dylan också sagt att "Desolation Row" utspelar sig. Den sista raden i låten har också blivit noterad "I'm going back to New York City, I do believe I've had enough".

## Album
- Highway 61 Revisited - 1965
- Bob Dylan's Greatest Hits, Vol. 2 - 1971
- Masterpieces - 1978
- The Bootleg Series Vol. 4: Bob Dylan Live 1966, The "Royal Albert Hall" Concert - 1998
- The Bootleg Series Vol. 7: No Direction Home: The Soundtrack - 2005